# Resolução 111 do Conselho de Segurança das Nações Unidas
Resolução 111 do Conselho de Segurança das Nações Unidas, foi aprovada em 19 de janeiro de 1956, observou que de acordo com o Chefe da Organização de Supervisão de Trégua das Nações Unidas na Palestina, Israel estava em direta violação do Acordo de Armistício e que não houve interferência das autoridades sírias com atividades israelenses no Lago de Tiberíades. O Conselho considerou que esta interferência, de modo algum justifica as ações de Israel e condenou-o. O Conselho apelou a ambos os lados para viver de acordo com suas obrigações sob o GAA, pediu ao Chefe da Organização a exercer as suas sugestões para melhorar a situação na região, chamou de uma troca imediata de todos os prisioneiros militares e apelou a ambas as partes a trabalhar com o Chefe da Organização.
Foi aprovada por unanimidade.